# Minnam Kontouloukou
Minnam Kontouloukou, née le 2 septembre 1989, est une escrimeuse togolaise.

## Carrière
Minnam Kontouloukou remporte la médaille de bronze en sabre par équipes aux Championnats d'Afrique d'escrime 2010 à Tunis.